# سابو (ممثل)
سابو (باليابانية: SABU ) (و. 1964  م) هو مخرج أفلام، وممثل أفلام ياباني، ولد في واكاياما، واكاياما.
.

## وصلات خارجية
- سابو على موقع IMDb (الإنجليزية)
- سابو على موقع ألو سيني (الفرنسية)
- سابو على موقع أول موفي (الإنجليزية)
- سابو على موقع ديسكوغز (الإنجليزية)
- سابو على موقع قاعدة بيانات الفيلم (الإنجليزية)
- سابو على موقع كينوبويسك (الروسية)